# ژان دوک
ژان دوک (به انگلیسی: Jean Dockx) بازیکن فوتبال اهل بلژیک و عضو تیم ملی فوتبال بلژیک است که در تاریخ ۲۲ نوامبر ۱۹۶۷ میلادی اولین بازی ملی‌اش را مقابل تیم ملی فوتبال لوکزامبورگ انجام داد. او در ۳۵ بازی ملی حضور داشت و جمعاً ۲۵۸۸ دقیقه برای تیم ملی فوتبال بلژیک به میدان رفت. ژان دوک آخرین بازی ملی خود را در تاریخ ۱۵ نوامبر ۱۹۷۵ میلادی در برابر تیم ملی فوتبال فرانسه انجام داد. وی در بازی‌های ملی‌اش ۳ گل به ثمر رساند.